# Planaria torva
Planaria torva és una espècie de triclàdide planàrid que habita a l'aigua dolça d'Europa. És l'única espècie del gènere Planaria.
El nom Planaria va ser utilitzat per primera vegada per O. F. Müller l'any 1776 per a designar un grup heterogeni de "turbel·laris" i cucs nemertins. Actualment Planaria s'utilitza per a anomenar una única espècie de triclàdide però el nom comú planària es continua utilitzant per a fer referència a nombrosos grups de platihelmints.

## Descripció
Els espècimens vius de P. torva arriben a mesurar 15 mm de longitud i 4 mm. Tanmateix, els espècimens de 5-6 mm de longitud ja poden haver arribat a la maduresa. El cap és truncat o arrodonit, sovint acaba en una petita punta. La superfície dorsal del cos normalment és de color gris o marró, però a vegades és groguenca o grisosa-negrosa. La superfície ventral és més pàl·lida que la dorsal. Es pot conèixer la posició dels òrgans copuladors per una taca lliure de pigment a la superfície dorsal.
P. torva presenta dos ulls i un adenodàctil accessori buit al penis.7

## Alimentació
Són carnívores i s'alimenten de ciliats, rotífers, esponges de mar, petits crustacis i cucs, entre d'altres. Tot i això el seu aliment preferit són els ascidis del gènere Clavellina. Tenen la capacitat de detectar l'aliment a certa distància mitjançant quimioreceptors.